# 老碾镇
老碾镇，原为老碾乡，是中华人民共和国四川省凉山彝族自治州德昌县曾经下辖的一个镇。2019年12月，撤销老碾镇，将其所属行政区域划归永郎镇管辖。

## 行政区划
老碾镇撤销前下辖以下地区：
马鞍村、大村、格里休村、飞体村、纸房村和方梁村。